# بيدرو سالغادو
بيدرو سالغادو (بالإسبانية: Pedro Salgado)‏ هو لاعب كرة قدم تشيلي في مركز الدفاع، ولد في 6 نوفمبر 1992 في تشيلي. شارك مع منتخب تشيلي تحت 20 سنة لكرة القدم. أما مع النوادي، فقد لعب مع نادي أونيفرسيداد كاتوليكا.